# Casa Gallego
La casa Gallego és un edifici d'Arenys de Mar (Maresme) inclòs a l'Inventari del Patrimoni Arquitectònic de Catalunya.

## Descripció
És una casa entre mitgeres amb planta baixa i dos pisos. A la planta baixa hi ha la porta d'entrada i una finestra amb reixa. A l'entradeta que forma la porta del carrer i la de dins la paret està recoberta de ceràmica de colors molt vius, igual que dins de la casa. La porta interior és de vidres de colors. Al segon pis hi ha un balcó tancat de fusta i vidre, la coberta d'aquest és de rajola vidriada. En el segon pis hi ha dues finestres amb esgrafiats. El coronament és molt particular, acabat amb una forma sinuosa de pedra. Tota la façana és esgrafiada.

## Història
Havia estat habitatge però va reformar-se'n l'interior per acollir-hi una botiga de menjars.